# Zisterzienserinnenabtei L’Eau

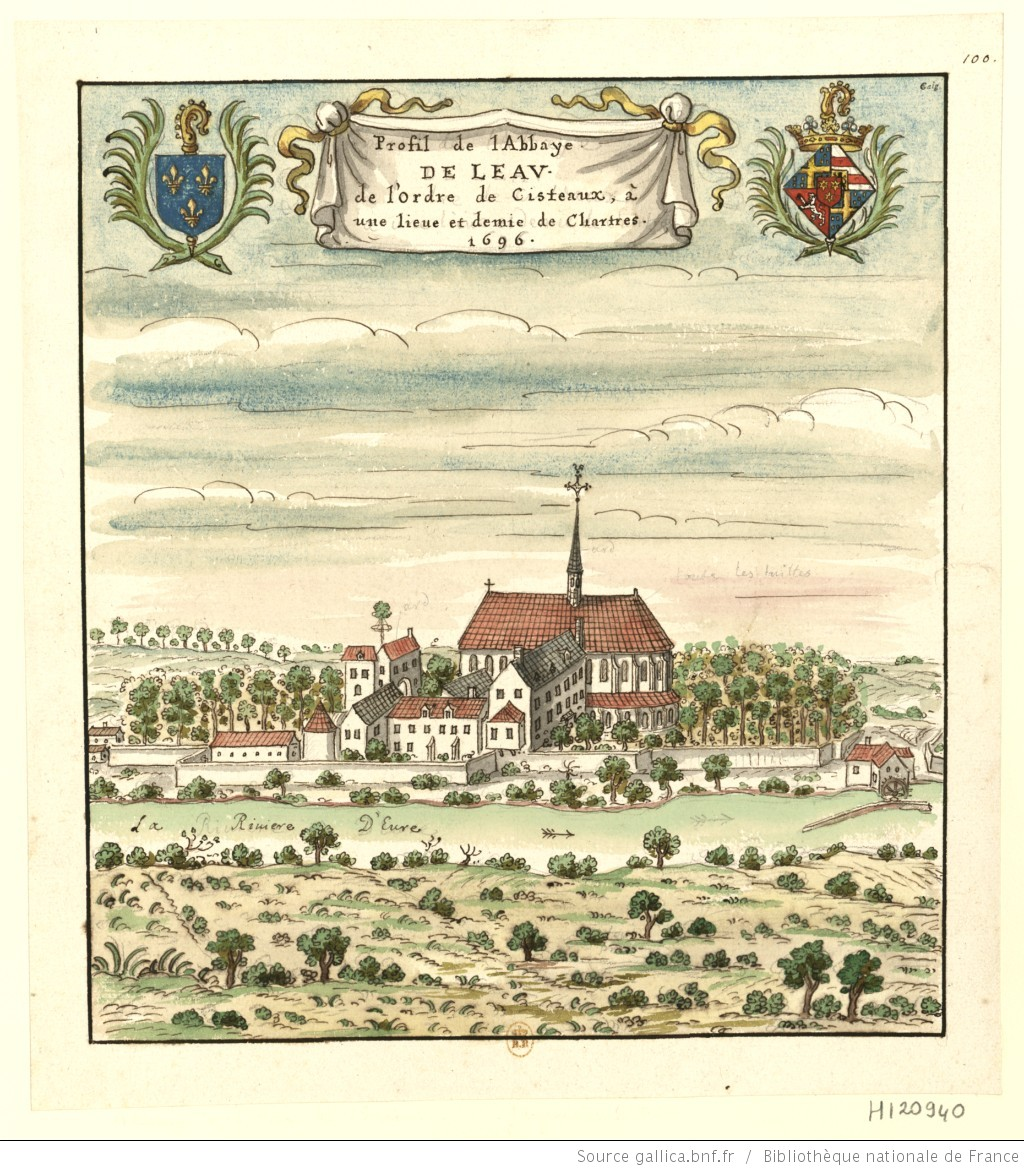
Zisterzienserinnenabtei L’Eau (1696)

Die Zisterzienserinnenabtei L’Eau war von 1225 bis 1792 ein Kloster der Zisterzienserinnen in Ver-lès-Chartres, Département Eure-et-Loir, in Frankreich.

## Geschichte
Die örtliche Herrschaft stiftete 1225 südlich Chartres am Ufer der Eure die Zisterzienserinnenabtei Notre-Dame de l’Eau (Unsere Liebe Frau vom Wasser), die im Laufe der Geschichte mehrfach zerstört und wiederaufgebaut wurde, bis es 1792 durch die Französische Revolution zur Schließung und in der Folge zum überwiegenden Abbau kam. Die noch bestehenden Reste (u. a. das Eingangsportal aus dem 13. Jahrhundert), die sich auf Privatgelände befinden, stehen seit 2014 unter Denkmalschutz. Der Straßenname Rue de l’Abbaye de l’Eau erinnert in Ver-lès-Chartres an das einstige Kloster.